# Cametá
Cametá, amtlich portugiesisch Município de Cametá, ist eine Stadt im brasilianischen Bundesstaat Pará. Sie hatte im Jahr 2010 etwa 121.000 Einwohner. Die Bevölkerung wurde zum 1. Juli 2018 auf 136.390 Einwohner geschätzt.
Sie liegt am Rio Tocantins und hat einen Binnenhafen.

## Söhne und Töchter
- Milton Corrêa Pereira (1919–1984), römisch-katholischer Geistlicher, Erzbischof von Manaus
- Gerson Peres (1931–2020), Politiker